# فيكتور باسترانا
فيكتور باسترانا (بالإسبانية: Víctor Pastrana)‏ هو لاعب كرة قدم إسباني في مركز نصف الجناح، ولد في 27 سبتمبر 1996 في وادي الحجارة في إسبانيا. شارك مع منتخب إسبانيا تحت 19 سنة لكرة القدم. أما مع النوادي، فقد لعب مع سيلتا فيغو ونادي ألكوركون.

## وصلات خارجية
- فيكتور باسترانا على موقع قاعدة بيانات كرة القدم.إي يو (الإنجليزية)
- فيكتور باسترانا على موقع Soccerbase.com (لاعب) (الإنجليزية)
- فيكتور باسترانا على موقع Soccerway.com (الإنجليزية)
- فيكتور باسترانا على موقع AS.com (الإسبانية)